# Macrostemum fulvescens
Macrostemum fulvescens är en nattsländeart som först beskrevs av Martynov 1935.  Macrostemum fulvescens ingår i släktet Macrostemum och familjen ryssjenattsländor. Inga underarter finns listade i Catalogue of Life.